# Джейкобсон, Сара
Са́ра Га́рнер Дже́йкобсон (англ. Sarah Garner Jacobson; 25 августа 1971, Норуолк, Коннектикут, США — 13 февраля 2004, Нью-Йорк, Нью-Йорк, США) — американский режиссёр, оператор, монтажёр, сценарист и продюсер. Умерла от рака матки в 32-летнем возрасте.

## Фильмография
режиссёр
- 1993 — «Я был подростком-серийным убийцей[англ.]»/I Was a Teenage Serial Killer
- 1998 — «Мэри Джейн больше не девственница[англ.]»/Mary Jane's Not a Virgin Anymore
- 2004 — «Создание дам и господ, потрясающие пятна»/The Making of Ladies and Gentlemen, The Fabulous Stains

оператор
- 1993 — «Я был подростком-серийным убийцей[англ.]»/I Was a Teenage Serial Killer

монтажёр
- 1993 — «Я был подростком-серийным убийцей[англ.]»/I Was a Teenage Serial Killer
- 1998 — «Мэри Джейн больше не девственница[англ.]»/Mary Jane's Not a Virgin Anymore

сценарист
- 1993 — «Я был подростком-серийным убийцей[англ.]»/I Was a Teenage Serial Killer
- 1998 — «Мэри Джейн больше не девственница[англ.]»/Mary Jane's Not a Virgin Anymore

продюсер
- 1998 — «Мэри Джейн больше не девственница[англ.]»/Mary Jane's Not a Virgin Anymore
- 2003 — «100 моментов, которые потрясли ТВ»/100 Moments That Rocked TV